# Chudleigh Knighton
Chudleigh Knighton – wieś w Anglii, w hrabstwie Devon. Leży 16,8 km od miasta Exeter, 43,3 km od miasta Plymouth i 269,2 km od Londynu. W 2015 miejscowość liczyła 1085 mieszkańców. Chudleigh Knighton jest wspomniana w Domesday Book (1086) jako Chenistetone/Chenistetona.